# Bosideng-Brücke
Die Bosideng-Brücke (chinesisch 波司登大桥) ist eine CFST-Brücke (mit Beton gefüllte Stahlrohrbogenbrücke) über den Jangtsekiang in der chinesischen Provinz Sichuan. Die 45 Kilometer östlich von Luzhou gelegene Brücke ist der erste Flussübergang in der Provinz und überführt die Ringautobahn Chengdu-Chongqing. Mit einer Spannweite von 530 Metern ist sie die fünftgrößte Bogenbrücke der Welt und die zweitgrößte CFST-Brücke der Welt nach der Dritten-Pingnan-Brücke.

## Planung
Für die G93 musste eine geeignete Stelle für den Jangtse-Übergang in der Nähe von Rongshanzhen gefunden werden. Es wurden drei Varianten für das zuerst als Hejiang Bridge 1 bezeichnete Bauwerk untersucht: eine Hängebrücke, eine Stahlbogenbrücke und eine CFST-Brücke. Es stellte sich heraus, dass die CFST-Brücke am günstigsten ist und am wenigsten Stahl für deren Bau benötigt wird.
Gegenüber einer Hängebrücke verlangt die CFST-Brücke weniger Unterhalt, allerdings war die Technik für den Bau aufwändiger, vor allem weil zuvor noch nie eine CFST-Brücke mit einer solch großen Spannweite ausgeführt wurde. Die längste zuvor ausgeführte Brücke in dieser Technik war die Wushan-Brücke über den Jangtse mit 460 Metern Spannweite.

## Bau
Zuerst wurden die Kämpfer erstellt. Um den thermisch induzierten Spannungen durch Erstarren vorzubeugen, wurde dem Beton ein hoher Anteil Steinkohlenflugasche hinzugefügt.
Für den Freivorbau des Bogens wurde über den Kämpfern je ein 148 Meter hoher Hilfsturm in CFST-Technik errichtet, an denen der Bogen während des Bauvorgangs abgespannt werden konnte. Jeder Turm musste mit je 30 bis zu 50 Meter tiefen Felsankern abgespannt werden, damit die während des Baus der Brücke entstehenden Zugkräfte von bis zu 5400 t sicher aufgenommen werden konnten.
Mit einer über die Türme verlaufenden Seilkrananlage wurden die 40 per Schiff auf dem Jangtse angelieferten Segmente des Bogens angehoben und eingesetzt. Das schwerste Segment wog 197 t und war 40 Meter lang. Die Segmente wurden in aufrechter Lage vorgefertigt und an die Nachbarsegmente angepasst. Durch die Fertigung in der späteren Einbaulage konnten Einflüsse durch Verformungen, die bei einer horizontalen Fertigung und späterem Drehen der Teile aufgetreten wären, vermieden werden.
Nachdem der Bogen fertig montiert war, wurden dessen Rohre mit 6400 Kubikmeter Beton verfüllt. Die Füllung erfolgte von unten nach oben, wobei zuerst am Fußpunkt des Bogens, dann auf einem Drittel der Höhe und am Schluss auf zwei Drittel der Höhe der Beton eingefüllt wurde. Damit der Beton ohne Luft und Blasen eingebracht werden konnte, wurde in dem zu befüllenden Rohr ein Teilvakuum erzeugt. Die Befüllung jedes der acht Rohre im Bogen dauerte 14 Stunden, wobei stündlich 30 Kubikmeter Beton zu fertigen waren. Die Rohstoffe für den Beton wurden sehr sorgfältig ausgewählt, um möglichst ein vorhersehbares gleichbleibendes Verhalten während des Füllvorgangs zu erreichen. Auch hier wurde Flugasche beigesetzt, um die Erwärmung während des Erstarrens zu verringern.

## Bauwerk
Die Brücke besteht aus dem Bogen in CFST-Technik, an den sich beidseitig Spannbeton-Vorbrücken in Hohlkastenbauweise anschließen, so dass das Bauwerk eine Gesamtlänge von 831 Metern erreicht.
Der Bogen besteht aus zwei parallelen kastenförmigen aus Rohren gebildeten Fachwerkträgern, die von zwei über 1000 Kubikmetern großen Kämpfern aus Beton getragen werden. Die Träger sind am Fußpunkt 16 Meter hoch und verjüngen sich zum Scheitelpunkt auf 8 Meter Höhe, die Breite beträgt durchgehend 4 Meter. Die vier Rohre jedes Trägers haben einen Durchmesser von 1,3 Metern und am Fußpunkt eine Wandstärke von 3 Zentimeter, die sich gegen den Scheitel auf 2,2 Zentimeter verjüngt. Die 6000 t schwere Stahlkonstruktion des Bogens wurde nach deren Errichtung mit 6400 Kubikmetern Beton verfüllt.
Am Bogen befestigte Hänger aus Paralleldrahtseilen tragen den 28,6 Meter breiten Fahrbahnträger mit vier Fahrstreifen. Er besteht aus einem Stahlgitterträger, der mit Beton beschichtet wurde.